# Huilcahuain
Huilcahuaín,,, (Wilcahuain ou Wilkahuaín), est un site archéologique présentant des vestiges d'un ensemble architectural précolombien, où subsiste un édifice de trois étages appelé "Temple de Huilcahuaín".
Il est situé à 3 400 m dans la Callejón de Huaylas, la vallée qui sépare la cordillère Blanche et la cordillère Noire, à environ 7 km au nord-est de Huaraz, dans le district Independencia du département d'Ancash.
C'était l'un des centres administratifs de la civilisation Huari (Ve au XIIe siècles), bien que son origine semble être plus ancienne, comme site de la civilisation Recuay (IIIe siècle av. J.-C. au VIe siècle apr. J.-C.)
À 800 m de Huilcahuaín se trouve le site archéologique de Huilcahuaín Ichic qui se compose d'un ensemble de structures architecturales plus petites appelées chullpas.
L'ensemble s'appelle "Complexe archéologique de Huilcahuaín et de Huilcahuaín Ichic".

## Huilcahuaín

### Étymologie
- Huilcahuaín viendrait de deux mots quechua : willka = petit-fils et wayi = maison, c'est-à-dire "maison des petits-enfants"[7],[8].
- Une autre hypothèse dérive le nom du site, de willka (Anadenanthera colubrina) nom local d'un bel arbre andin et de wayi (maison ou construction)[9].

### Exploration
En 1937, l'archéologue péruvien Julio C. Tello a travaillé sur le site et lui a donné le nom qu'il porte aujourd'hui (1937). Il a lui-même identifié la céramique rouge et noire du lieu, la différenciant du type Huaylas et l'appelant Marañón.
En 1944, l'Américain Wendell Clark Bennett poursuit l'exploration du site et découvre un cimetière datant de la période Tiahuanaco-Huari.
Dans les décennies qui ont suivi, les travaux ont cessé à cause de l'ensevelissement du site par les gravats.

### Description
Le bâtiment principal du complexe a été appelé "Temple" bien qu'il s'agisse en fait d'un mausolée. Il faisait partie du noyau urbain de Huilcahuaín, qui devait être d'une taille considérable. Il a été construit sur une surface partiellement empierrée et aplanie.
L'édifice ressemble au château de Chavín, bien qu'en plus petites dimensions ; à sa base, il mesure environ 10,7 m sur 15,6 m, sa hauteur est de 9 m.
Les murs sont en pierre rustique jointes de part en part avec du mortier de boue. Il est composé de trois étages ou plates-formes reliés par des escaliers intérieurs et des rampes ; chaque étage a son entrée respective.
Il compte au total 19 pièces intérieures : cinq au premier étage, sept au deuxième étage et sept au troisième étage. Il dispose également d'un système de ventilation de galeries et de puits.
La toiture est constituée de grandes dalles inclinées vers une double pente.

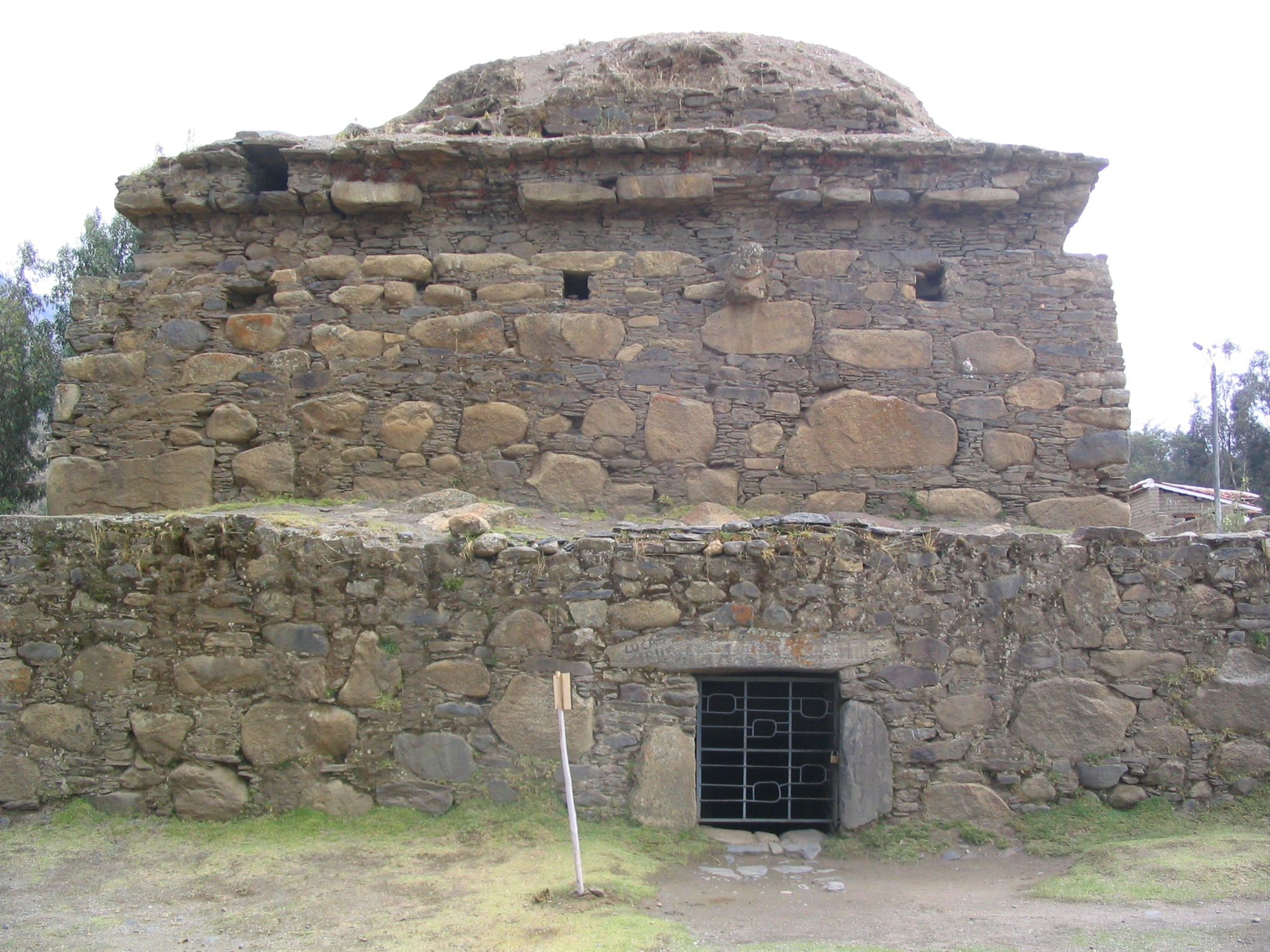
Vue de l'unique édifice restant à Huilcahuaín.

### Centre culturel de la civilisation Recuay
Il ne fait aucun doute qu'à l'époque de l'irruption des conquérants Huari - qui auraient forgé un hypothétique empire andin entre les Ve et XIIe siècles, avec Ayacucho pour centre - Huilcahuaín existait déjà depuis longtemps.
Huilcahuaín aurait pu être la dernière capitale de la culture Recuay, avant d'être conquise militairement par les Huari.
Il est aussi possible qu'une alliance se soit forgée entre la classe dirigeante de Recuay et les Huari, par le biais de mariages royaux. Ce qui sûr, c'est que la fin de la période Recuay, coïncide avec l'expansion de la civilisation Tiahuanaco-huari, car des changements culturels sont perçus dans la région du Callejón de Huaylas.
L'émergence d'un autre type de sépulture en est un exemple. Auparavant, les recuayinos utilisaient des catacombes ; qui ont ensuite été remplacés par d'imposants mausolées ou chullpas, construits de plates-formes superposées creusées de plusieurs chambres mortuaires. Le mal nommé "Temple" de Huilcahuaín serait l'un de ces mausolées où les membres de la classe dominante Huari se faisaient enterrer.

### Centre administratif de la civilisation Huari
Les Huari auraient aussi fait de Huilcahuaín l'un des centres de contrôle économique et administratif de leur empire. Peut-être une sorte de capitale de la région de Callejón de Huaylas. Il semblerait toutefois que ces tentatives des Huari pour contrôler le nord péruvien se soient effondrées à la fin du huitième siècle. D'importants temples Huari et centres de pouvoir ont à ce moment été abandonnés, Huilcahuaín étant du nombre.

## Ichic Huilcahuaín

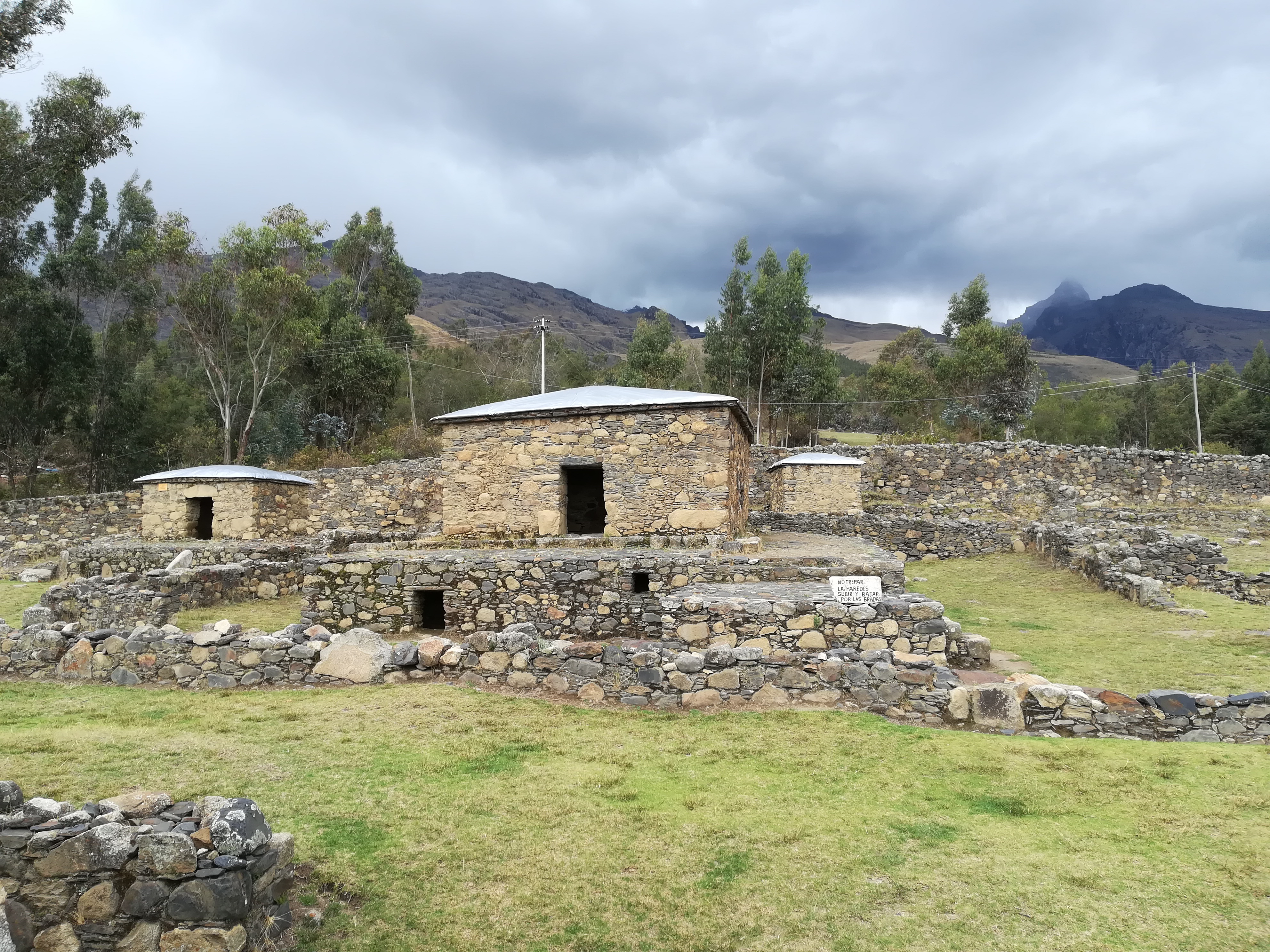
Bâtiment du complexe archéologique Ichic Huilcahuaín

Près de Huilcahuaín se trouve le complexe archéologique de Ichic Huilcahuaín, composé de 15 chullpas, également d'influence Huari.
Ces chullpas sont de petites tours de deux ou trois étages, avec plusieurs chambres à l'intérieur, destinées à servir de tombes collectives de l'élite, une forme d'enterrement qui a remplacé l'enterrement traditionnel dans des galeries souterraines (qui remonte à la culture Chavín).
Les fouilles réalisées entre 2005 et 2007, financées par la société aurifère Barrick Misquichilca, ont permis de dater le complexe d'environ 700 après J.C., date qui coïncide avec l'irruption des Huari dans la région.
Les artéfacts mis au jour sont des textiles, des objets métalliques, des céramiques et des pilons en pierre qui servaient à broyer un produit (non déterminé), soit pour des rituels religieux, soit pour la consommation humaine.